# Hans Delmotte
Hans Delmotte (* 15. Dezember 1917 in Lüttich; † 1945) war ein belgischer SS-Arzt, der im KZ Auschwitz bei der Zweigstelle des Hygiene-Instituts der Waffen-SS beschäftigt war.

## Leben
Delmotte absolvierte nach dem Ende seiner Schullaufbahn ein Medizinstudium. Er war November 1937 der SS beigetreten (SS-Nummer 313.070). Nach Ausbruch des Zweiten Weltkrieges gehörte Delmotte seit dem 14. Juli 1941 der Waffen-SS an, zum 9. November 1944 wurde er zum SS-Obersturmführer befördert.
Delmotte absolvierte einen Lehrgang an einer SS-Junkerschule und war am Sanitätsamt der Waffen-SS in Berlin eingesetzt. Am 15. September 1944 wurde er durch Joachim Mrugowsky zur Zweigstelle des Hygiene-Instituts der Waffen-SS in Auschwitz versetzt. Ebenso wie sein Kollege Hans Münch war Delmotte Stellvertreter seines Vorgesetzten Bruno Weber.
Im KZ Auschwitz war Delmotte einerseits am Hygiene-Institut der Waffen-SS und andererseits als Lagerarzt tätig. Umgehend nach seiner Ankunft in Auschwitz wurde Delmotte in Begleitung eines Arztkollegen zu Selektionen von KZ-Häftlingen zur Vergasung an der so genannten Rampe herangezogen. Delmottes Kollege Hans Münch traf Delmotte nach dessen Teilnahme an seiner ersten Selektion an:
„Er kam völlig verstört wieder zurück. Er wurde von einem SS-Mann gebracht, weil er praktisch nicht in der Lage war, selbst nach Hause zu fahren. Er schlief im selben Haus im Zimmer neben mir. Ich glaubte, als er zurückkam [...] er sei dem Schnaps, der meistens bei den Selektionen zur Verfügung stand, nicht gewachsen gewesen. Er brach; aber er war nicht fähig, sich zu äußern. Erst am nächsten Morgen merkte ich, das der Alkohol nicht die hauptsächlichste Rolle gespielt hatte. [...] Er war völlig erschüttert, hatte seine Ausgehuniform angezogen und marschierte in strammer Haltung zum Kommandanten und erklärte ihm, daß er sich weigere einen solchen Dienst zu machen, er könne das nicht; und [...] - er hat uns das nachher erzählt - [...] er bitte, entweder an die Front geschickt zu werden, oder man möge ihn selbst vergasen.“
Delmotte wandte sich auch an seinen Vorgesetzten und den SS-Standortarzt, um von dieser Aufgabe entbunden zu werden. Danach wurde er Josef Mengele zugewiesen, der ihn von der angeblichen Notwendigkeit dieser Aufgabe überzeugen sollte. Zudem zog auf Intervention seines Vorgesetzten die Ehefrau Delmottes zu dessen Arbeitsstelle. Bis zum Spätherbst 1944 nahm Delmotte schließlich an Selektionen teil. Für Delmottes Dissertation wurde ihm ein jüdischer Häftlingsarzt und Professor zur Seite gestellt. Für diese Forschungsarbeit nahm Delmotte an Fleckfieberversuchen an Häftlingen im KZ Auschwitz teil. Delmottes Dissertation: Beiträge zur pathologischen Physiologie der Magensekretion im Fleckfieber wurde noch 1944 fertiggestellt.
Nach der Evakuierung des KZ Auschwitz im Januar 1945 war Delmotte kurzzeitig noch im KZ Dachau tätig. Er versuchte sich bei Kriegsende in seine Heimat abzusetzen, wurde aber durch Angehörige der US-Armee festgenommen. Während der Überführung in ein Gefängnis gelang es Delmotte, sich zu erschießen.